# Lispe uliginosa
Lispe uliginosa este o specie de muște din genul Lispe, familia Muscidae, descrisă de Fallen în anul 1825. Conform Catalogue of Life specia Lispe uliginosa nu are subspecii cunoscute.